# منتخب الفلبين لهوكي الجليد للناشئين
منتخب الفلبين لهوكي الجليد للناشئين هو ممثل الفلبين الرسمي في المنافسات الدولية في هوكي الجليد للناشئين
.